# Olav al V-lea al Norvegiei
Olav al V-lea (n. 2 iulie 1903, d. 17 ianuarie 1991) a fost rege al Norvegiei din 1957 până la moartea sa. Olav s-a născut în Regatul Unit al Marii Britanii ca fiu al Prințului Carl al Danemarcei și al Prințesei Maud de Wales și la naștere a primit numele de Alexander Edward Christian Frederik.

## Date biografice
A devenit Prinț Moștenitor al tronului Norvegiei și a primit numele Olav, când tatăl său a fost ales rege în 1905. A absolvit Academia Militară Norvegiană în 1924 și a făcut studii economice și de jurisprudență la Balliol College, Oxford. În 1928, la Jocurile Olimpice de la Amsterdam a obținut medalia de aur la navigație. La 21 martie 1929 la Oslo s-a căsătorit cu verișoara sa primară Prințesa Märtha a Suediei cu care a avut un fiu, Harald, și două fiice, Ragnhild și Astrid.
În exilul din timpul celui de-al Doilea Război Mondial, Prințesa Märtha împreună cu copiii a locuit la Washington, unde a dezvoltat o prietenie cu Franklin D. Roosevelt. Prințesa Märtha a murit în 1954, înainte ca soțul ei să devină rege.
În timpul războiului, când guvernul norvegian a decis să plece în exil, Olav a plecat împreună cu tatăl său în Marea Britanie. În 1957, după decesul regelui Haakon al VII-lea, Olav a urcat pe tronul Norvegiei.